# Ortegocactus macdougallii
Ortegocactus macdougallii là một loài thực vật có hoa trong họ Cactaceae. Loài này được Alexander mô tả khoa học đầu tiên.

## Hình ảnh

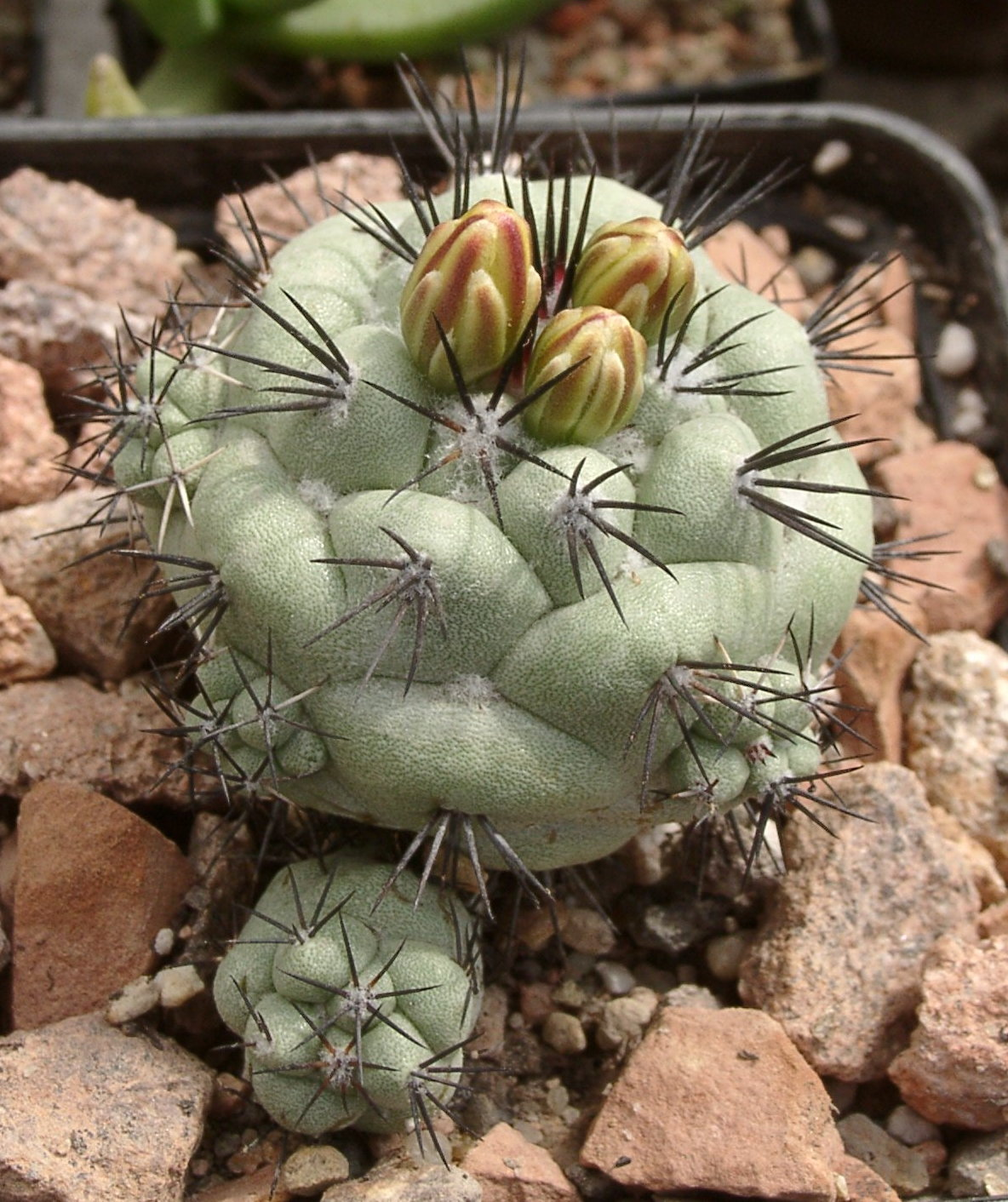
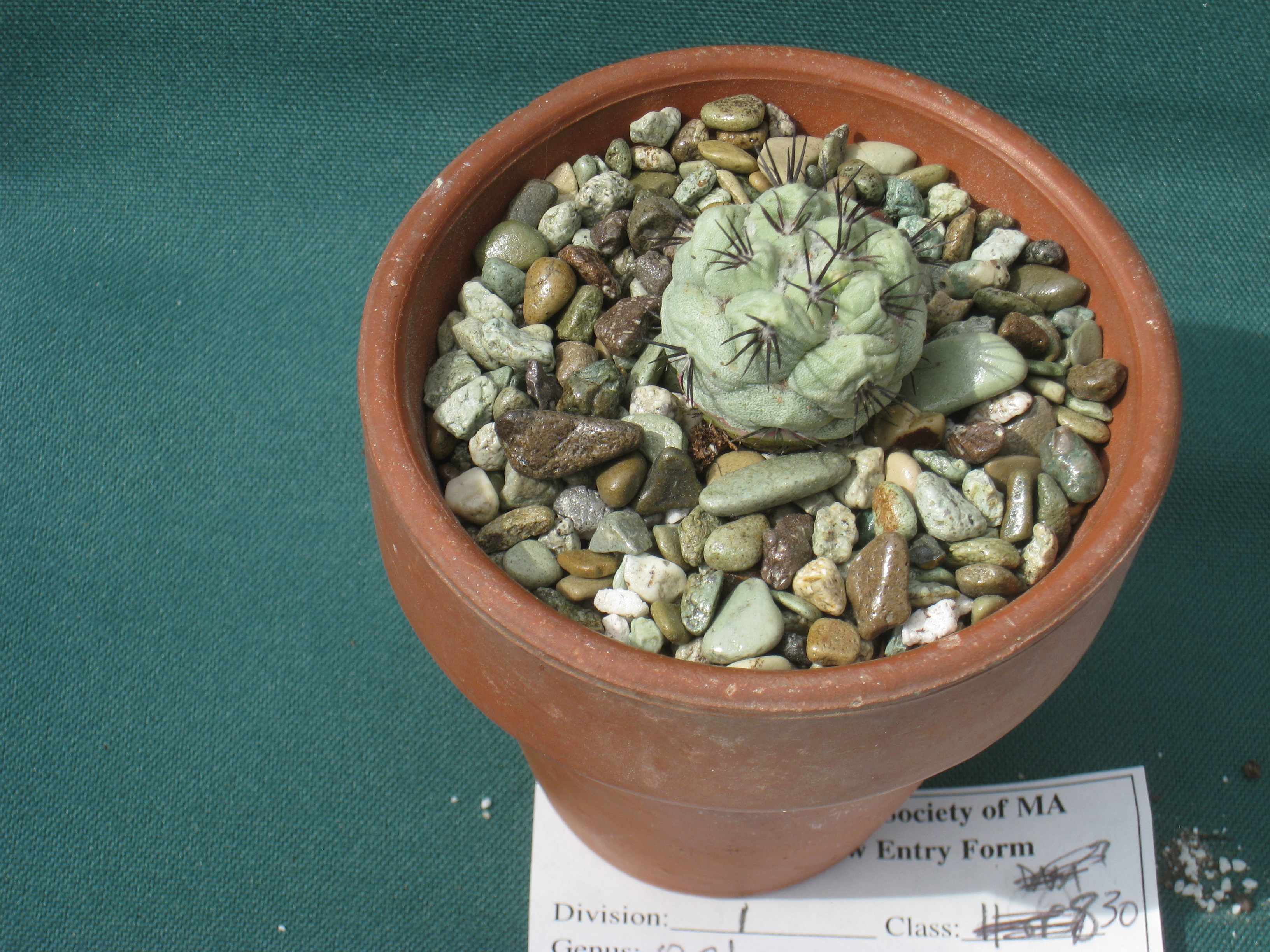